# Isabel Coixetová
Isabel Coixetová (* 9. dubna 1960 Barcelona) je katalánská filmová režisérka.
Vystudovala současnou historii na Barcelonské univerzitě. Poté byla novinářkou ve fotografickém časopise Fotogramas. Zájem o fotografii ji přivedl k natáčení reklam a videoklipů. V reklamě, jíž nikdy neopustila, si časem vybudovala značné renomé, točila spoty pro Ford, Danone, BMW, Ikeu, Renault, Peugeot či Pepsi. Točila též předvolební spoty pro Španělskou socialistickou stranu (PSOE), kterou podporuje.
S filmem začínala na konci 80. let ve Španělsku, když napsala první scénář, ale pak odešla do Spojených států amerických, kde v roce 1996 natočila svůj první celovečerní film Co jsem ti nikdy neřekla. Průlomovým se stalo romantické drama Můj život beze mne o ženě, která se dozví, že za pár měsíců zemře. Bylo nominováno na Evropské filmové ceny i na Zlatého medvěda na Berlinale. V roce 2006 přispěla do kolektivního díla Paříži, miluji Tě. Mezinárodní ohlas vzbudil i snímek Umírající zvíře z roku 2008, který natočila znovu v hollywoodské produkci, a jež je adaptací románu Philipa Rotha. Hlavní role ztvárnili Penélope Cruzová a Ben Kingsley. Mapa zvuků Tokia (2009) dostala technickou cenu na festivalu v Cannes. Zatím posledním dílem je lesbické drama natočené podle skutečné události Elisa a Marcela, produkované streamingovou službou Netflix, navzdory čemuž se dostalo na Berlinale, byť po protestech.